# Рассказово (Приморский край)
Расска́зово — село в Ханкайском районе Приморского края России. Входит в Ханкайский муниципальный округ.

## География
Стоит на реке Большие Усачи.

## История
Первыми жителями были солдаты кавалерийского полка, которые охраняли границу. До этого здесь жили китайцы, выращивали женьшень. Затем была основана застава (русская) — Усачи.
По воспоминаниям старожилов, китайцы свободно переходили границу, вели торговлю, и жители села тоже ходили в Китай. Жители сеяли зерновые, выращивали овощи. Были овцеферма, свиноферма, птицеферма, конеферма, большое стадо коров, две пасеки, своя мельница, крупорушка, зерносушилка.
Затем были созданы колхозы. Первый колхоз «Червонный пограничник», который переименовали в колхоз «Имени Берия», а затем «Путь к коммунизму». В 1959 году колхоз имел прибыль 1 млн. 200 тыс. дохода и стал колхозом — миллионером. В 1960 году колхоз преобразовали в совхоз.
В 1964 г. Указом Президиума ВС РСФСР посёлок Пограничный переименован в село Рассказово.
С 2004 по 2015 год входил в Первомайское сельское поселение
В 2015 году Первомайское сельское поселение объединено с Новокачалинском и село вошло в Новокачалинское сельское поселение.
В марте 2020 года муниципальный район был преобразован в Ханкайский муниципальный округ, все сельские поселения, в том числе Новокачалинское, были упразднены.

## Население
| 2002 | 2005 | 2010 |
| ---- | ---- | ---- |
| 177  | ↘176 | ↘109 |

Население села — преимущественно русское.